# گیبل‌شتات
گیبل‌شتات (به آلمانی: Giebelstadt) یک شهر بازاری و شهر در آلمان است که در وورتسبورگ واقع شده‌است.